# Kopiiuvata, Monastîrîșce
Kopiiuvata (în ucraineană Копіювата) este o comună în raionul Monastîrîșce, regiunea Cerkasî, Ucraina, formată numai din satul de reședință.

## Demografie
Componența lingvistică a comunei Kopiiuvata
     Ucraineană (97,94%)
     Rusă (1,51%)
     Alte limbi (0,55%)
Conform recensământului din 2001, majoritatea populației comunei Kopiiuvata era vorbitoare de ucraineană (97,94%), existând în minoritate și vorbitori de rusă (1,51%).